# 10761 Lyubimets
10761 Lyubimets eller 1990 TB4 är en asteroid i huvudbältet som upptäcktes den 12 oktober 1990 av de båda tyska astronomen Freimut Börngen och Lutz D. Schmadel vid Tautenburg-observatoriet. Den är uppkallad efter det ryska ordet Lyubimets.
Asteroiden har en diameter på ungefär 4 kilometer.